# Cerapteryx nigrescens
Cerapteryx nigrescens là một loài bướm đêm trong họ Noctuidae.